# Boys on the Run
Boys on the Run ist ein Spielfilm des luxemburgischen Regisseurs Pol Cruchten aus dem Jahr 2002.

## Handlung
Der 14-jährige Charlie McCarson zündet die Garage seiner Adoptiveltern an und kommt wegen Brandstiftung ins Jugendgefängnis. Dort wird es hart für ihn und er lässt sich für etwas Geld von Joe beschützen. Die beiden fliehen gemeinsam und treffen auf einen obdachlosen Indianer, der ihnen von der Wildnis erzählt. Sie stehlen ein rotes Auto und landen in der Wildnis, wo sie ein Kanu stehlen und sich mit Jagen und Fischen über Wasser halten. Plötzlich ertönen Schüsse und aus dem Nichts taucht Raindrop auf. Sie ist auf der Flucht vor der Gewalt ihres Stiefvaters, der in den Bergen ein paramilitärisches Terroristenlager unterhält. Die drei versuchen, die Eisenbahn zu erreichen, werden aber vom Captain abgefangen, der Verrat an seiner Miliz befürchtet. Als Joe getötet wird, bleibt Charlie und Raindrop nur noch die Konfrontation mit dem Captain.

## Produktion
Der Film war ein Koproduktion von Luxemburg, Frankreich und den USA. In den Jahren 1999 und 2000 erhielt er vom Film Fund Luxembourg eine Produktionsförderung in Höhe von insgesamt 16 Millionen Luxemburger Franken.
Die Premiere fand im April 2002 bei der sechsten Ausgabe des Cinénygma Luxembourg International Film Festival statt.

## Kritiken
Sylvie Bonne schrieb im woxx: „Wenigstens die Kameraarbeit ist gelungen. Im technischen Bereich haben die fetten Fonds immerhin dafür gesorgt, dass Cruchten eine professionnelle Crew zusammenstellen konnte. Leider erzählen Cruchten und Feitler nichts Neues, wärmen Szenen aus ähnlichen Filmen auf. Die jugendlichen Schauspielerinnen geben ihr Bestes, doch ihre Darstellung kann nicht über das dürftige Szenario hinwegtäuschen. So bleibt denn ein sehr amerikanisierter Film, der unterschiedliche Gewaltherde überfliegt und Themen wie Freundschaft, Loyalität, Einsamkeit zwar anreißt, sie aber leider nicht vertieft.“
Claudine Muno schrieb im Télécran: „Bei so viel Schönheit kommt die eigentliche Geschichte fast zu kurz. Was wie das sensible Psychogramm eines vereinsamten Jugendlichen beginnt, wird bald zu einem ziemlich reißerischen Thriller, der leider eben deshalb nicht immer funktioniert, weil die Psychologie zu oft hinter den großen Effekten zurücksteht. Besonders die Tatsache, dass die wirklichen Motive der terroristischen Organisation im Dunkeln bleiben, macht es dem Zuschauer schwer, sich in die Story einzufühlen.“

## Soundtrack
2023 wurde der Soundtrack in einer Limitierten Version von 500 CD veröffentlicht.
| Nr.          | Titel                 | Länge |
| ------------ | --------------------- | ----- |
| 1            | Boy On Run            | 1:49  |
| 2            | Main Title            | 1:42  |
| 3            | Another Family        | 1:48  |
| 4            | Who Would             | 2:16  |
| 5            | 100 Push-Ups          | 0:33  |
| 6            | Meat Truck            | 3:22  |
| 7            | Hey, Not Bad          | 0:28  |
| 8            | Safe Place to Crash   | 1:42  |
| 9            | A Gun With No Bullets | 2:01  |
| 10           | Past, Present, Future | 6:18  |
| 11           | It's a Catfish        | 1:10  |
| 12           | Army After You        | 1:21  |
| 13           | Sorry Boys            | 5:10  |
| 14           | Is He Dead?           | 1:47  |
| 15           | Why Antelope?         | 3:09  |
| 16           | We're Gonna Be Famous | 1:38  |
| 17           | Splash                | 2:09  |
| 18           | You O.K.?             | 3:55  |
| 19           | Run!                  | 1:17  |
| 20           | My Only Friend        | 7:34  |
| 21           | The Code              | 1:23  |
| 22           | You're a Traitor      | 5:22  |
| 23           | Knife in My Boot      | 2:03  |
| 24           | Stop It               | 0:39  |
| 25           | All Behind Me         | 2:47  |
| 26           | Not Scared Anymore    | 2:32  |
| 27           | End Credits           | 4:15  |
| Gesamtlänge: | Gesamtlänge:          | 71:19 |